# Ahold
Ahold (nom complet : Koninklijke Ahold N.V., koninklijke signifie « royal » en néerlandais) est une entreprise néerlandaise dont l'activité est centrée sur la grande distribution et le commerce alimentaire.
L'entreprise est née en 1973 et elle est basée à Amsterdam aux Pays-Bas.

## Histoire
Le 27 mai 1887, Albert Heijn ouvre une épicerie à Oostzaan, au nord d'Amsterdam aux Pays-Bas. Au début du XXe siècle, l'épicier s'étend et ouvre de nombreux magasins à travers le pays. Albert Heijn entre en bourse en 1948 et devient la première chaîne d'épicerie du pays. Dans les années 1970, il se diversifie et ouvre des magasins de boissons sous l'enseigne Gall & Gall et de cosmétiques sous l'enseigne Etos. En 1973, le groupe change de nom et devient Ahold.
Son expansion se poursuit au milieu des années 1970 avec le rachat de chaînes en Espagne, au Portugal et aux États-Unis. Cette expansion s'est poursuivie plus récemment en Amérique latine, en Asie et dans les pays d’Europe centrale et orientale.
En 2000, Ahold acquiert 50 % de l'entreprise de distribution suédoise ICA, puis acquiert une participation de 10 % de plus en 2004.
Le 24 février 2003 le cours de l'action Ahold s'effondre parce que son patron avoue avoir falsifié ses résultats de près d’un milliard d'euros entre 1999 et 2002. La société a été condamnée pour ce fait en octobre 2004.
En 2013, Ahold revend l'ensemble de sa participation dans ICA à Hakon pour 3,1 milliards de dollars,.
En juin 2015, Ahold et Delhaize annoncent la fusion de leur activité, créant un groupe baptisé appelé Ahold Delhaize ayant 6 500 points de vente, 375 000 employés et réalisant 54,1 milliards de chiffre d'affaires. Les actionnaires d'Ahold détiendront 61 % du nouvel ensemble quand ceux de Delhaize en auront 39 %. Le siège social du groupe sera situé aux Pays-Bas, alors que le siège européen serait situé à Bruxelles,.

## Enseignes du groupe

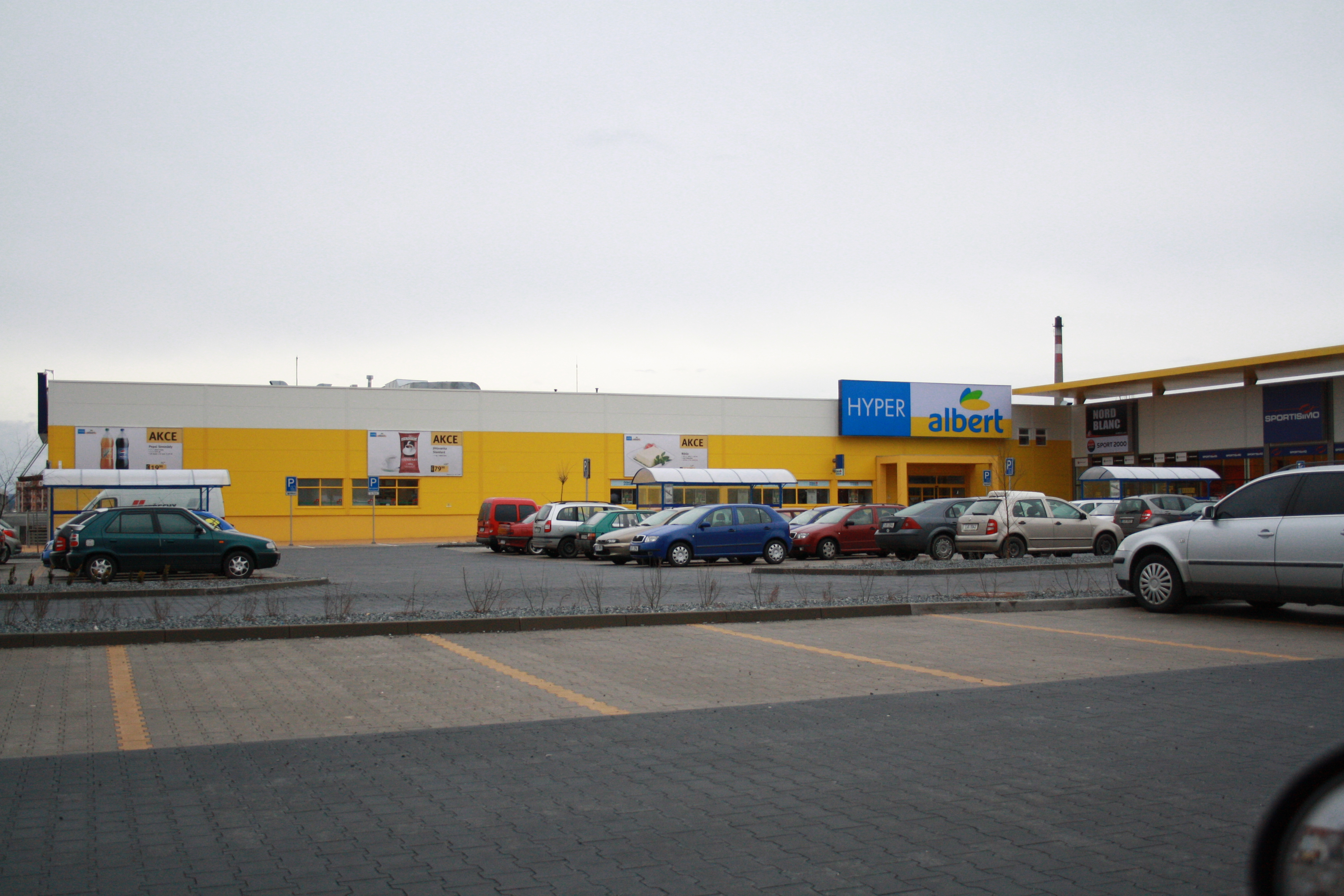
Un hypermarché Albert en République tchèque à Třebíč

### Europe
- Albert (Slovaquie, Tchéquie) : hypermarchés, supermarchés
- Albert Heijn (Allemagne, Belgique, Pays-Bas) : supermarchés, supérettes
- Bol.com (Belgique, Pays-Bas) : magasin en ligne
- Etos (Pays-Bas) : drogueries
- Gall & Gall (nl) (Pays-Bas) : magasins d'alcool
- Hypernova (cs) (Slovaquie, Tchéquie) : hypermarchés

### Amérique du Nord

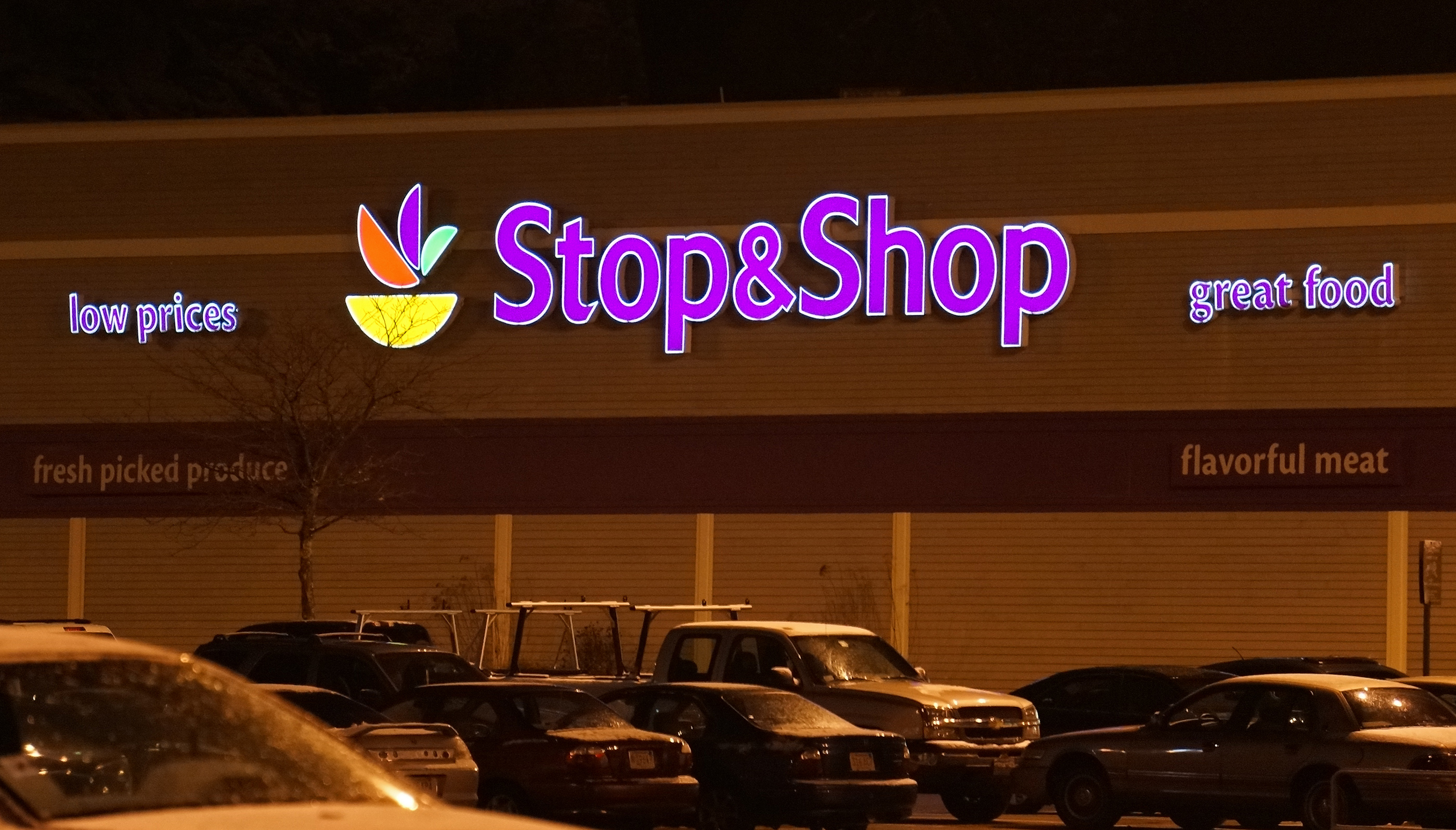
Un magasin Stop & Shop vu la nuit à Saugus au Massachusetts

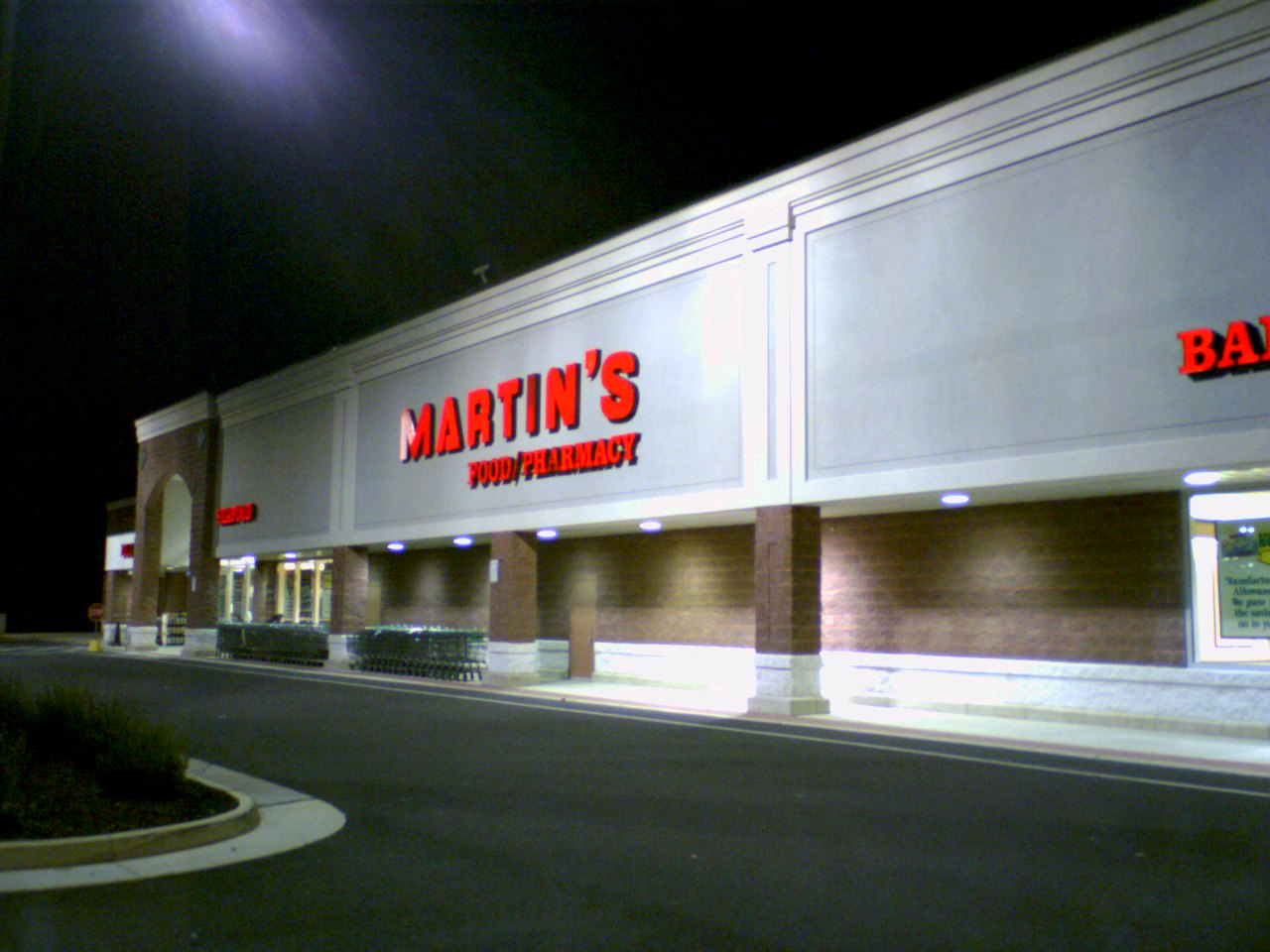
Un supermarché Martin's Food Market à Waynesboro en Virginie

#### États-Unis
- Giant-Carlisle (en)
  - Martin's (en) (Maryland, Virginie-Occidentale, Pennsylvanie, Virginie)
  - Ukrops (en)
- Giant-Landover (en) (Delaware, Maryland, Virginie, Washington DC)
- Grocery Outlet (en) (Californie, Oregon, Washington, Idaho, Nevada, Pennsylvanie, Arizona) : supermarchés hard-discount
- Peapod (en) : magasin en ligne
- Stop & Shop (en) (Nouvelle-Angleterre, New Jersey, sud de l'État de New York)

## Indicateurs clefs

### Données boursières
Ahold est membre des indices AEX et Euronext 100, parfois sous la dénomination Ahold, Kon (Kon. est l'abréviation de Koninklijke, « royal » en néerlandais).

### Actionnariats
Flottant 71.3 %, Fortis 7.95 %, ING 7.44 %, Achmea 7.20 %, Aegon 6.11 %.